# Personaggi dei Peanuts
Questa è la lista dei personaggi apparsi nella striscia a fumetti Peanuts di Charles M. Schulz.

## Charlie Brown
Charles "Charlie" Brown, apparso nella striscia del 2 ottobre 1950 è il bambino protagonista del fumetto, è il migliore amico di Linus e fratello maggiore di Sally.

## Snoopy
Snoopy, apparso nella striscia del 4 ottobre 1950, è il cane di Charlie Brown. Snoopy cominciò la sua vita come un cane ordinario ma, col passare del tempo, si trasformò nel personaggio più versatile grazie alle sue innumerevoli interpretazioni.

## Shermy
Shermy, apparso nella striscia del 2 ottobre 1950, è un amico di Charlie Brown ed il primo personaggio a pronunciare una battuta in tutta la striscia. Il suo ruolo era principalmente quello di fare da "spalla" a Charlie Brown, di conseguenza le sue apparizioni andarono a diradarsi a mano a mano che nuovi personaggi - ad esempio Linus e Lucy - acquisivano maggiore spessore. Già sul finire degli anni cinquanta le sue comparse si rarefanno fino a scomparire del tutto. Viene menzionato per l'ultima volta nel 1977, in una striscia in cui Charlie Brown e Lucy parlano della squadra di baseball, in cui Shermy solitamente gioca in prima base. Compare nel film d'animazione Un Natale da Charlie Brown del 1965, dove constata che in tutte le recite natalizie finisce con l'impersonare uno dei pastori. Non è raro che compia camei nei film dei Peanuts.

## Patty
Patty Swanson, apparsa nella striscia del 2 ottobre 1950, è la migliore amica di Violet, con la quale spesso si diverte a deridere Charlie Brown. In realtà non si differenzia particolarmente da quest'ultima, se non per il solo aspetto fisico. È generalmente raffigurata con un vestito a scacchi, capelli chiari e un fiocco al lato della testa, intonato al vestito. In più strisce dimostra attrazione verso Shermy, ma, più raramente, anche verso Charlie Brown. Era un personaggio principale negli anni '50 e negli anni '60, poi la sua presenza è andata via via scomparendo durante gli anni '70 (grazie all'arrivo di nuovi personaggi come Lucy, Piperita Patty, Marcie e Sally). La sua ultima apparizione ufficiale risale al 1976 e solo in rarissime occasioni è ricomparsa come cameo negli anni '90.
Il personaggio appare poi nel film del 2015 Snoopy & Friends - Il film dei Peanuts, come spasimante di Pig-Pen.

## Violet
Violet Gray, apparsa per la prima volta nella striscia del 7 febbraio 1951, è una bambina che spesso tormenta Charlie Brown. Originariamente portava due trecce, ma in seguito (prima sporadicamente, poi definitivamente) ha cambiato acconciatura con la coda di cavallo. Esordisce come un personaggio schivo e un po' misterioso, ma in seguito è stata associata a Patty e con lei comincerà a rimproverare e a prendere in giro Charlie Brown, divenendo così quasi identica alla precedente dal punto di vista caratteriale. È una specialista nel preparare tortini e zuppe di fango che regolarmente fa assaggiare a Charlie Brown (il quale, ovviamente, non gradisce). Tra i personaggi principali della striscia fino ai primi anni '80, inizia poi gradualmente a scomparire ed è infatti del 16 novembre 1984 la sua ultima presenza ufficiale. In seguito comparirà in rarissime occasioni un personaggio molto simile a Violet (ma di cui non viene mai fatto il nome); l'ultima di queste apparizioni risale al 12 novembre del 1996.

## Schroeder
Schroeder, apparso nella striscia del 30 maggio 1951, è un bambino che ama suonare il suo pianoforte giocattolo e non sopporta quando Lucy cerca di innamorarsi.

## Lucy
Lucille "Lucy" van Pelt, apparsa nella striscia del 3 marzo 1952, è la bisbetica sorella maggiore di Linus e Replica ed è innamorata di Schroeder non ricambiata.

## Linus
Linus van Pelt, apparso nella striscia del 19 settembre 1952, è il migliore amico di Charlie Brown e porta sempre con sé una coperta. È il fratello minore di Lucy ed il fratello maggiore di Replica, ha il pollice in bocca e inoltre ha una cotta per la sua maestra Miss Othmar.

## Pig-Pen
Pig-Pen (in inglese, letteralmente: recinto per maiali), apparso nel 1954, è il bambino più sporco della compagnia, benché sia comunque molto orgoglioso della sua sporcizia (dice che "lo caratterizza"). Viene molto criticato dalle ragazze, soprattutto da Patty e Violet, che, non appena lo vedono, non fanno altro che correre da lui e importunarlo. Un segno di quanto sia orgoglioso della sua sporcizia è una striscia nella quale Violet gli rimprovera con tono ironico "Ecco Pig-Pen, guardati allo specchio! Guarda come sei sporco!", ma egli ribatte "Caspita! Non pensavo di essere così bello!". Al contrario di Patty e Violet, Charlie Brown, pur raramente, parla volentieri con Pig-Pen, confidandogli abbastanza cose da poterlo considerare suo amico. Quando Pig-Pen cerca di pulirsi della sua polvere, tanto criticata da tutti, combina solo guai. Nessuno lo riconosce e nessuno lo invita alle feste. L'unico a capire che è lui è Charlie Brown che lo consola e lo tranquillizza. Pig-Pen ha anche avuto una storia con Piperita Patty; la bimba lo conosce ad una festa, per la quale ha incaricato Charlie Brown di trovarle un compagno, che si rivela poi essere Pig-Pen. Prima scettica sul suo conto - per via della sua sporcizia - Piperita Patty, osservando le sue inaspettate doti di ballerino, finisce per innamorarsene.

## Sally
Sally Brown, apparsa nella striscia del 23 agosto 1959 è la sorella minore di Charlie Brown, ed è innamorata di Linus non ricambiata.

## Woodstock
Woodstock, apparso nella striscia del 4 aprile 1967, è un uccellino giallo amico di Snoopy.

## Piperita Patty
Patricia Reichardt vero nome di “Piperita Patty” apparsa nella striscia del 22 agosto 1966, è una bambina migliore amica di Marcie, ha una cotta per Charlie Brown (che chiama sempre "Ciccio"), innamorata di lui ma non ricambiata ed è capitana di una squadra di baseball.

## Franklin
Franklin è un amico di Charlie Brown, apparso per la prima volta nella striscia del 1º agosto 1968.

## Marcie Johnson
Marcie Johnson è una ragazza con gli occhiali ed i capelli bruni appena sopra le spalle. Compare per la prima volta nella striscia del 20 luglio 1971 in un campeggio estivo, dove conosce Piperita Patty. Si conoscono in un giorno piovoso, dove Marcie dice: "Capo, a che ora si mangia?", e Patty risponde: "Non chiamarmi "capo"! Che specie di ragazza stinfia sei?", e da qui nasce il tormentone che ha reso Marcie popolare nelle strisce, ovvero il chiamare Piperita Patty "capo" ("sir", nell'originale). A proposito di ciò, è da precisare che anche in seguito Piperita Patty non sopporta la fissa di Marcie nel chiamarla "capo". Diventerà compagna di classe di Piperita Patty, nonché la migliore amica; di solito le si vede insieme in quasi tutte le strisce. Di solito a Marcie tocca un compito "strano": svegliare Piperita Patty durante le lezioni scolastiche. A volte per svegliarla, si becca lei stessa punizioni severe. Classico l'episodio in cui Marcie prende una pagella con tutti 8 e Piperita una pagella con tutti 2. Rispetto agli altri personaggi è caratterizzata da una mimica facciale poco espressiva, caratteristica che si può ben notare nelle inquadrature di profilo ed accentuata dal fatto che gli occhiali, di fatto, le nascondono gli occhi alla vista del lettore.

## Replica
Replica Van Pelt (Ripresa secondo un'altra traduzione, Rerun van Pelt in inglese) è il fratello più piccolo di Lucy e Linus. Egli "nacque" nel 1972, la sua prima vera apparizione avvenne il 26 marzo 1973. Inizialmente sembrava una copia più piccola di Linus. Lucy, che avrebbe preferito essere figlia unica (o avere una sorella minore), non fu molto entusiasta alla prospettiva di avere un altro fratello, tanto che per lei avere un altro fratello era come guardare le repliche in televisione; di conseguenza, a Linus venne l'idea di dare al nuovo arrivato il nome di "Replica". Alla fine, Lucy si affezionò al fratellino e divenne quasi un'insegnante o una guida per lui, mostrandogli la gentilezza e la pazienza che le erano mancate nei confronti di Linus. Anche quest'ultimo, più avanti, prese Replica sotto la sua guida, tentando di convincerlo dell'esistenza del "Grande Cocomero", e portandolo con lui per diffonderne la parola e gli insegnamenti. In alcune strisce Replica ha l'ossessione di voler giocare nella squadra di Charlie Brown, ma viene sempre respinto perché troppo piccolo. In strisce successive comincia a parlare e ad accompagnare in varie commissioni la madre sul seggiolino posteriore della sua bicicletta, dove molte volte riflette o guarda il mondo quasi con gli occhi di un adulto. Replica è stato disegnato di rado nelle strisce degli anni '80; negli anni '90, tuttavia, è ricomparso, cresciuto fin quasi a raggiungere in altezza i fratelli e gli altri bambini, differenziandosi da Linus perché indossa una salopette e ha i capelli più corti. Schulz ha fatto diventare Replica uno dei personaggi principali e molta parte delle strisce degli ultimi anni viene proposta dalla sua prospettiva: Schulz ha ammesso in un'intervista con Gary Groth del 1997 che Replica era diventato importante per la striscia. Molte delle sue storie descrivono la sua ansia, la sfortuna e la fatica di essere "piccolo" tra bambini più grandi, e il suo desiderio (che non sempre riesce a realizzare) di giocare con Snoopy e di avere un cane tutto per sé. Certe volte, soprattutto negli ultimi anni, si vede Replica alle prese con la scuola, in cui si rende molte volte ridicolo, perché compie delle azioni inusuali, come quello di essere l'unico ad alzarsi in piedi per salutare la maestra. Nello speciale televisivo del 2003 Voglio un cane per Natale, Charlie Brown (I Want a Dog for Christmas, Charlie Brown) Replica è il personaggio principale.

## Spike

Spike

Spike è il fratello maggiore di Snoopy ed ha esordito per primo tra gli altri fratelli del bracchetto nelle strisce dei Peanuts nel 1975. Dall'apparenza messicana, con baffetti e cappello panama, magrissimo, vive nel deserto in una località non ben definita nei dintorni di Needles. Tra i suoi amici ci sono un coyote e un cactus, con il quale Spike fa gare di corsa e con cui parla, confidandosi, per non impazzire. Nella sua prima visita a Snoopy, Spike incontra Lucy che, impietosita per la sua magrezza, decide di ospitarlo. A ciò segue un periodo di nutrimento presso la casa di Lucy, che gli concede ogni comfort: dal letto del fratello Linus, alla sua coperta, fino al televisore, posto d'innanzi al letto. Spike, estremamente ingrassato, riacquisterà la sua magrezza per il terrore causato dal dover affrontare il "gatto dei vicini" e tornerà così nel deserto a condurre la sua parca vita. In un momento successivo verrà chiamato come testimone di nozze da Snoopy, che intende sposarsi con una cagnetta incontrata durante un turno di guardia a casa di Piperita Patty, ma fuggirà poi con la sposa, per essere poi a sua volta abbandonato da quest'ultima per un coyote non appena giunti a Needles. Lavora (nella sua immaginazione) come agente immobiliare, vendendo e affittando case costruite nei cactus, e in alcune strisce propone ai personaggi di investire in una lottizzazione a Needles. A volte presiede riunioni nel deserto, parlando degli argomenti più strani (dal tonno in casseruola alla sua stuoia che chiama toboga, alle serate danzanti in cui lui balla da solo); tali riunioni sono da lui presiedute e accolgono sassi e cactus, ma il più delle volte Spike fa botta e risposta con sé stesso.

## 5
5: è un bimbo, amico di Charlie Brown e di Linus, che è stato chiamato così dal padre, in segno di protesta per l'invadenza dei numeri nella società. Il suo nome completo è 555 95472, dove 95472 è il cognome e corrisponde al codice postale. Ha anche due sorelle gemelle, che compaiono di sfuggita solo in poche strisce, chiamate 3 e 4. Tutti e tre compaiono, ma senza parlare, nel cortometraggio Un Natale da Charlie Brown. Esordisce nel 1963.

## Albero mangia aquiloni

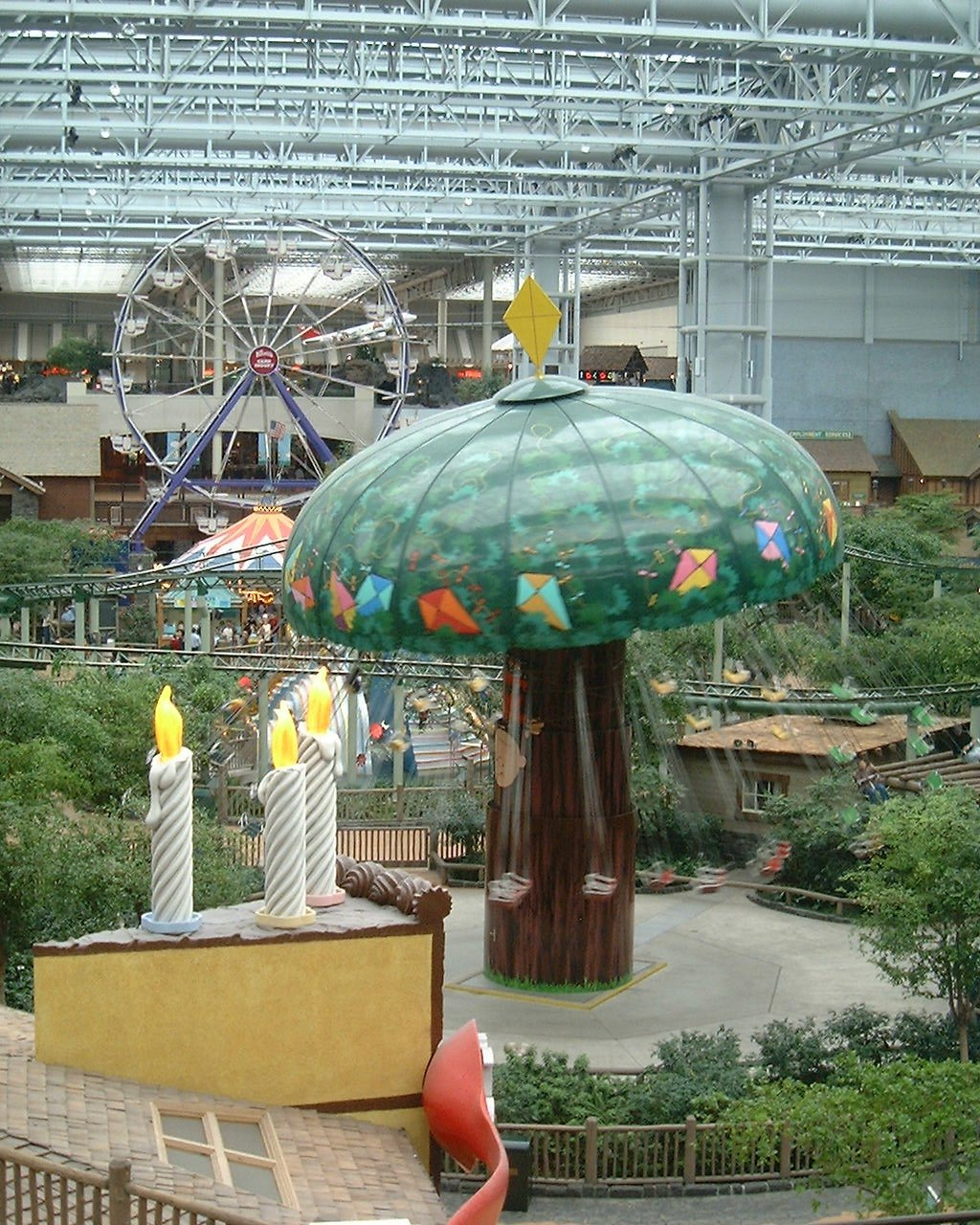
Una giostra ispirata all'Albero mangia-aquiloni, nel Mall of America

Albero mangia aquiloni: (Kite-Eating Tree in inglese, detto anche "Albero cannibale") è un albero vero e proprio, noto soprattutto per divorare orribilmente gli aquiloni di Charlie Brown, al che il ragazzo urla sconvolto ogni volta che ciò accade. Il 12 aprile 1956 la pianta fa la sua prima comparsa. Sua attività preferita, nonostante sia inanimato, è infatti "mangiare" gli aquiloni dei ragazzi, specie di Charlie Brown, che ogni anno lo sfida ironicamente a intrappolare il suo aquilone, cosa che puntualmente avviene. In una striscia, però, è Charlie Brown, esasperato, a morderlo, motivo per cui viene accusato dall'ente per la protezione dell'ambiente. In un'occasione l'albero divora anche il pianoforte giocattolo di Schroeder che Lucy, stanca di non essere mai degnata di uno sguardo dal piccolo musicista, ha gettato sopra di esso, senza però conoscerne la reale identità; sono stati tentati dei soccorsi da parte di Snoopy nelle vesti del famoso vigile del fuoco, ma egli, non sapendo arrampicarsi, rinuncia subito all'impresa, lasciando così lo strumento nelle fauci della pianta, per la qual cosa il piccolo pianista sarà costretto a comprarne un altro.

## Andy
Andy: è uno dei fratelli di Snoopy, che compare abbastanza spesso nelle strisce a fumetti e nei cortometraggi animati. Da notare che è l'unico dei Peanuts ad essere comparso prima nei cartoni animati, debuttando nel 1991. Andy è basato su un Fox Terrier, anche lui chiamato Andy, che Schulz possedette dal 1988 al 1994. Di lui non si dice molto, solo che il suo aspetto si presenta molto arruffato e spettinato. Lo si vede sempre in compagnia di Olaf, il fratello grasso della famiglia. Si presume che entrambi vivano in una fattoria, ma i loro padroni non sono mai inquadrati, nemmeno nei cortometraggi. Appare anche nel lungometraggio, intitolato "Snoopy's Reunion" ("La riunione di Snoopy"), del 1991, dove ci sono tutti e otto i componenti della famiglia. Tutti i fratelli sono dei musicisti, Andy suona la batteria.

## Belle
Belle: Unica sorella di Snoopy a comparire nel fumetto, ha esordito nei tardi anni settanta. Vive a Kansas City, nel Missouri con uno strambo figlio adolescente; Snoopy la incontra per la prima volta quando va a giocare a Wimbledon - sbagliando strada. Belle compare poco nella striscia; infatti, la sua ultima apparizione risale ai primi anni ottanta, dopo essere comparsa in sole 7 strisce. Appare anche nel lungometraggio, intitolato "Snoopy's Reunion" ("La riunione di Snoopy"), del 1991, dove ci sono tutti e otto i componenti della famiglia. Tutti i fratelli sono dei musicisti, Belle suona il violino come Spike.

## Charlotte Braun
Charlotte Braun: comparve nella striscia fino agli inizi del 1955. È una ragazzina coi cappelli ricci, bassa, e con la testa rotonda come Charlie Brown. Il suo nome è quello di Charlie Brown al femminile, e nel suo debutto dice che lei viene chiamata anche "Buona vecchia Charlotte Braun" dai suoi amici. Indossa una gonna a righe e la sua caratteristica più spiccata è che parla con un volume di voce molto alto. Il personaggio di Charlotte Braun ha avuto vita molto breve, ed è disegnata molto somigliante a Frieda. Nonostante ciò, Charlotte Braun è un personaggio molto diverso, dotato di un brutto carattere. Nella striscia, Charlotte sovente si lamenta che le altre bambine non vogliono giocare con lei perché parla a voce troppo alta, e in genere tutti i componenti del gruppo vogliono stare alla larga da lei. La fama di stridula si può dire sia meritata, anche se lei insiste che le persone che gridano sono persone che hanno cose molto importanti da dire. L'emarginazione di Charlotte dal gruppo ha le sue ragioni nel suo modo di reagire in modo alquanto scorbutico davanti a proposte di dialogo. In una striscia, quando Charlie Brown vuole farle un complimento, Charlotte Braun reagisce dicendogli che è un sarcastico ed è meglio stare zitti quando non si è sinceri.

## Eudora
Eudora: è una bambina con lunghi capelli neri e lisci e solitamente indossa un berretto di lana. Si è trasferita nel vicinato di Charlie Brown da un altro stato, che non è mai stato specificato. La prima persona che ha incontrato è stata Sally, sul bus che portava al campo estivo, il 13 giugno 1978. Le due ragazze sono diventate subito amiche, anche se il loro rapporto si è incrinato per un po' quando Eudora ha cercato di affascinare Linus per ottenere la sua coperta. Sally non l'ha presa bene, visto che era innamorata di Linus. Eudora ha anche giocato nella squadra di baseball di Charlie Brown, come esterno vicino a Lucy, nel posto che era stato di Frieda, prima che quest'ultima scomparisse dalla striscia. Anche Eudora scomparirà dalla striscia, essendo disegnata per l'ultima volta il 13 giugno 1987, nove anni dopo la sua introduzione. Eudora è stato l'ultimo personaggio ad aggiungersi nel mondo dei Peanuts tra quelli che possono essere considerati personaggi ricorrenti; le figure introdotte dopo di lei sono infatti apparse solo in funzione di storie specifiche.

## Frieda
Frieda: apparsa per la prima volta il 6 marzo 1961, quando Linus l'ha presentata a Charlie Brown. Frieda era seduta dietro a Linus a scuola, e anche se lui la considerava un'amica, doveva ammettere che era così chiacchierona che non aveva sentito una sola parola delle lezioni di tutto il semestre. La sua caratteristica più rilevante sono i suoi "riccioli naturali" ("naturally curly hair") di cui lei soprattutto nei primi tempi parla in ogni conversazione, nello sbigottimento generale. Effettivamente quando Linus l'aveva presentata a Lucy lei si vantò dei suoi riccioli naturali suscitando la sua collera. Si è anche unita alla squadra di baseball di Charlie Brown giocando nel ruolo di esterno, anche se era più interessata a parlare con Lucy piuttosto che prestare attenzione alla partita. Frieda spesso tormenta Snoopy per costringerlo a inseguire conigli, contro la sua volontà: lui invece si diverte a giocare con i conigli non appena al riparo dalla sua vista. In una striscia, la prevaricazione della bambina nei confronti di Snoopy viene interrotta da Charlie Brown, che, addirittura, riesce a mandarla via a capo chino dopo averla rimproverata, intimandole chiaramente di pensare ai fatti suoi. In un'altra striscia seguente, Frieda, frustrata dai suoi fallimenti nel tentare di mandare Snoopy a caccia, denuncia il comportamento del povero cane al "Grande Bracchetto" ("Head Beagle"), che lo giudica colpevole di non aver mai cacciato la sua quota minima mensile di conigli. L'antipatia di Snoopy per Frieda è anche dovuta al fatto che è proprietaria di un gatto chiamato Faron, che spesso porta in braccio. Frieda è apparsa regolarmente nelle strisce per tutti gli anni sessanta, ma con l'introduzione di nuovi personaggi ha cominciato ad apparire con minor frequenza. La sua ultima apparizione ufficiale nella striscia è stata il 20 marzo 1975, a poco più di 14 anni dalla sua prima apparizione, anche se ragazze anonime che le assomigliano sono apparse occasionalmente anni dopo. Il gatto Faron appare nella striscia in diverse occasioni nel 1961: pigro e apparentemente disossato, si limita a stare in braccio alle persone, motivo per cui la stessa proprietaria cerca di liberarsene quando può.

## Gatto dei vicini
Gatto dei vicini: è il temibile gatto che vive nel giardino dei vicini di casa di Charlie Brown, non lontano dalla cuccia di Snoopy. Al pari della ragazzina dai capelli rossi, il "gatto dei vicini" è un personaggio che non appare mai direttamente nelle strisce di Schulz. La sua esistenza e la sua "ferocia" sono chiaramente deducibili dalle distruttive conseguenze che ogni sua zampata lascia sulla cuccia di Snoopy, e sullo stesso Snoopy, imprudente provocatore. Benché sia quasi sempre chiamato dai vari personaggi genericamente "gatto dei vicini" o peggio "stupido gatto" (Snoopy, che tra l'altro ne trae ispirazione per la collana di racconti "anti-gatto", che adora scrivere), l'animale ha un nome di battesimo a dir poco eloquente, che ne riflette in pieno l'indole: "World War II", ovvero, nella versione italiana, "Secondo Conflitto Mondiale". In una striscia Snoopy e Linus tentano di recuperare la coperta di quest'ultimo finita nel cortile del gatto, e finiscono coinvolti in una rissa con il felino; i due fuggono ma il gatto viene poi battuto da Woodstock che dopo lo scontro prenderà la coperta e la renderà a Linus.

## Il Grande Cocomero
Il Grande Cocomero: inventato dal personaggio Linus van Pelt per la festività di Halloween. Ogni anno Linus scrive al Grande Cocomero una lettera chiedendo regali e varie altre cose, come si farebbe con una sorta di Babbo Natale. Secondo Linus, nella notte di Halloween il Grande Cocomero sceglie, tra tutti gli orti di cocomeri, quello che gli pare il più sincero, e da lì sorge e porta doni a tutti bambini del mondo. Note sono le strisce in cui Linus ne aspetta l'arrivo a mezzanotte nell'orto dei cocomeri (sperando che proprio il suo sia l'orto prescelto), per rimanere poi regolarmente deluso. Linus cerca anche di fare proselitismo e ogni tanto qualcuno dei personaggi si fa coinvolgere e passa la sera di Halloween nell'orto con Linus (per esempio Sally Brown, di lui innamorata, o Snoopy, o Piperita Patty), anziché a fare il tradizionale "Dolcetto o scherzetto". Però succede solo episodicamente: Linus è in effetti l'unico che creda nell'esistenza del Grande Cocomero. Il film TV d'animazione Aspettando il Grande Cocomero, contribuì alla sua popolarità. Il nome in lingua originale è The Great Pumpkin, che tradotto letteralmente diventerebbe La Grande Zucca. Il curatore dell'opera Oreste Del Buono però optò per un adattamento, considerato che la traduzione letterale pareva poco suggestiva e che la festa di Halloween con le connesse zucche era in Italia ancora poco nota (nonostante il fatto che simili usanze fossero in realtà ben radicate anche in molte zone d'Italia). Scelse così un ortaggio simile per dimensioni, ma più "mediterraneo": il cocomero. Anche l'orto di Linus, in lingua originale, è in effetti un orto di zucche, non di cocomeri. Il termine Grande cocomero è comunque ormai entrato nell'immaginario italiano: nel corso degli anni è stato prodotto un film (Il grande cocomero di Francesca Archibugi) e un programma televisivo (Il grande cocomero, condotto dal deejay Linus). Nella puntata 3x12 di Solar Opposites, Halloween All'Inferno, è presente la figura del Grande Cocomero. Gli stessi protagonisti pronunciano frasi identiche a quelle presenti in alcune delle strisce dei Peanuts.

## Lila
Lila: è la prima proprietaria di Snoopy; compare nelle strisce a fumetti nel 1968 e nel cartone animato Snoopy cane contestatore (Snoopy Come Home) del 1972. È ricomparsa nel film Snoopy's Reunion. Quando si trasferì in un condominio dove i cani non erano ammessi fu costretta a restituire il bracchetto all'allevamento da dove proveniva.

## Lydia
Lydia: Viene introdotta nel fumetto nel 1986 come vicina di banco di Linus, il quale tenta inutilmente di stringere un legame con lei. Lydia infatti fa impazzire Linus affermando ogni giorno di avere un nome diverso (Lydia è infatti un nome supposto), oppure definendo Linus troppo anziano per lei nonostante sia più vecchio di soli due mesi. Il personaggio appare diverse volte a cavallo tra gli anni '80 e '90 per poi sparire quasi del tutto.

## Miss Othmar
Miss Othmar: è una delle maestre di Linus van Pelt. Come ogni adulto non compare mai nelle strisce ma è descritta caratterialmente molto accuratamente da Linus, che prova un'immensa ammirazione (se non amore) per lei. Questa devozione nei confronti dell'equilibrata, incantevole educatrice, come ama definirsi lei, scompare momentaneamente quando questa sostiene di odiare le coperte e le definisce una brutta abitudine. Solo quando Miss Othmar e Linus si sfideranno per abbandonare rispettivamente il vizio di mangiarsi le unghie e trascinarsi appresso una coperta la maestra accetta che Linus si porti dietro quel metro quadro di flanella facendo così rinascere l'"amore". Nel tempo Miss Othmar si sposerà e lascerà per un breve periodo l'insegnamento per metter su famiglia. Negli adattamenti animati della striscia, la voce di Miss Othmar - come quella di ogni adulto che compare nella sceneggiatura - è resa con il suono di una trombetta.

## Molly Volley
Molly Volley: La sua prima apparizione risale al 6 maggio 1977. È una bambina che pratica tennis, compagna di doppio di Snoopy. Ha un temperamento aggressivo ed è sensibile all'argomento del proprio peso. Sparisce dalle strisce quando, stanca di perdere, litiga con Snoopy e rifiuta di essere ancora la sua compagna nel doppio. Non è da confondere con il quasi omonimo personaggio di Molly, sorella di Snoopy, apparso per la prima volta in Snoopy's reunion del 1991.

## Olaf
Olaf: Apparso per la prima volta il 24 gennaio 1989, si tratta di un fratello del ben più celebre cane Snoopy. Olaf è il più grasso fra i fratelli del bracchetto, è grande amico di Andy (sembra che vivano insieme). Ha l'aspetto goffo ed è molto infantile. Qualcuno ha definito tale personaggio un po' stupido. In realtà, la sua goffaggine e la sua ignoranza di certe cose è segno di infantilità, di "beata ignoranza". Un pretesto utile per creare battute. Non appare spesso nelle strisce né nei lungometraggi. In una delle sue apparizioni, lo vediamo in presenza di Spike e di Andy, tutti e tre accanto al letto di Snoopy, gravemente malato. Nella prima apparizione viene invitato da Snoopy e Lucy (soprattutto da Lucy) a partecipare al concorso del "cane brutto", che vincerà. Da ricordare, inoltre, che in un lungometraggio, intitolato "Snoopy's Reunion" ("La riunione di Snoopy"), del 1991, appaiono tutti e otto i componenti della famiglia. Tutti i fratelli sono musicisti, Olaf suona il jug (giara o bottiglione).

## Pallino
Pallino (Marbles): è uno dei fratelli di Snoopy il cui nome deriva proprio dalla sua pelliccia maculata. Ritiene strano il comportamento di Snoopy nel momento in cui si immedesima nei suoi vari alter ego e usa la sua cuccia come aereo da guerra. Appare anche nel lungometraggio, intitolato "Snoopy's Reunion" ("La riunione di Snoopy"), del 1991, dove ci sono tutti e otto i componenti della famiglia. Tutti i fratelli sono dei musicisti, Pallino suona il banjo.

## Ragazzina dai capelli rossi
La ragazzina dai capelli rossi è la ragazzina dai capelli rossi di cui è innamorato Charlie Brown. Il personaggio sebbene spesso citato, non è mai apparso nelle strisce a fumetti né tanto meno interagisce fuori campo con altri personaggi; si sa che qualche volta ha coccolato Snoopy, mentre Linus ha parlato con lei per conto di Charlie Brown. Anche Piperita Patty l'ha vista e Lucy ha parlato con lei da lontano. Per Charles Schulz il personaggio rappresentava gli amori non corrisposti che tutti provano nella propria vita, infatti corrispondeva a un personaggio reale, una giovane donna che Schulz aveva conosciuto mentre lavorava come insegnante in una scuola elementare e della quale si innamorò non corrisposto, di nome Donna Johnston.

## Peggy Jean
Peggy Jean: è stata la fidanzata di Charlie Brown e come la ragazzina tanto amata da Charlie Brown, ha i capelli rossi. Il personaggio viene introdotto nella striscia nel 1990 quando incontra Charlie Brown al campo estivo. A causa del nervosismo Charlie Brown si presenta a lei come "Brownie Charles", nome con il quale Peggy Jean continuerà a chiamarlo. Il personaggio continuerà ad apparire saltuariamente per tutti gli anni '90 fino a pochi mesi dalla fine della striscia nel 1999.

## Roy
Roy: compagno di campeggio di Charlie Brown e, successivamente, di Linus. È un bambino timido, che Charlie Brown consola avendolo sentito piangere al campeggio. I due fanno amicizia, e Roy gli presenterà Piperita Patty. Dopo l'ingresso di Piperita Patty e Franklin nella striscia, Roy si vedrà sempre più di rado, soppiantato da Franklin.

## Scuola
Scuola: è l'edificio dove vi sono le classi di Linus, Charlie Brown, Sally e Lucy. Questa scuola può però pensare e quindi capire le parole dei ragazzi; tuttavia, l'unica con cui può farsi capire, e dunque la sua migliore amica, è Sally. Crollata in seguito ad un periodo di depressione, viene ricostruita e fa a Sally l'orgogliosa promessa di non autodistruggersi più, sostenendo che il suicidio è roba da "vecchie palafitte bacucche". Depressa ma fiera, paziente ma permalosa, saggia ma tacita, la scuola parla spesso dei suoi parenti (tra cui ricordiamo un cottage di montagna e una palazzina di città) e dei suoi tormenti scolastici: i bidelli la odiano, il preside la snobba, gli alunni la maltrattano e il geometra la ritiene scialba e insignificante. E le vengono i rimorsi, si pente di non aver seguito i consigli di sua madre che le diceva di dedicarsi all'arte e di diventare un museo, e le viene voglia di piangere, ma si trattiene pensando che "righerebbe le finestre". Però continua ad andare avanti con orgoglio, promettendosi che tutto andrà meglio ("Quest'anno si cambia, quest'anno scriverò io sui vandali!"), e se così non fosse, è sempre disposta a mollare un mattone in testa a chi la importuna.

## Joe Shlabotnik
Joe Shlabotnik: è il giocatore di baseball preferito da Charlie Brown. Charlie Brown utilizza parte del suo tempo libero, raccogliendo oggettistica varia che riguarda Joe, e organizzando un Fan Club a lui dedicato. Pur non essendo un grande asso del diamante, tanto che nel corso della sua carriera finisce anche in serie B, non viene mai abbandonato dal suo ammiratore.

## Thibault
Thibault: è un ragazzino che gioca nella squadra di baseball di Piperita Patty. Ha un carattere molto scorbutico e si rifiuta di restituire qualunque cosa gli venga prestata, come il guantone da baseball di Charlie Brown. È decisamente misogino e pensa che le ragazze non dovrebbero fare sport.

## Rover
Rover: fratello di Snoopy, appare infatti come solo nel lungometraggio intitolato "Snoopy's Reunion" ("La riunione di Snoopy") del 1991, dove ci sono tutti e otto i componenti della famiglia. Tutti i fratelli sono dei musicisti, Rover suona la steel guitar.

## Molly
Molly: sorella di Snoopy, appare solo nel lungometraggio intitolato "Snoopy's Reunion" ("La riunione di Snoopy") del 1991, dove ci sono tutti e otto i componenti della famiglia. Tutti i fratelli sono dei musicisti, Molly suona il mandolino. Non è da confondere con il quasi omonimo personaggio Molly Volley, bambina tennista e compagna di doppio di Snoopy in alcune strisce dei Peanuts degli anni settanta.

## Tartufo
Tartufo: ha debuttato il 31 marzo 1975 e compare in due trame del fumetto. Dopo la sua prima apparizione, diventa la rubacuori sia di Linus che di Snoopy. Nella seconda trama in cui appare, le possibilità di Linus di avere una storia d'amore con lei sono rovinate da Sally. Tartufo ha il naso e gli occhi più grandi rispetto agli altri personaggi di Peanuts.